# Parafia św. Katarzyny Panny i Męczennicy w Bliszczycach
Parafia pw. św. Katarzyny Panny i Męczennicy w Bliszczycach – parafia rzymskokatolicka znajdująca się w Bliszczycach. Należy do dekanatu Branice diecezji opolskiej.

## Historia parafii
Parafia należała pierwotnie do diecezji ołomunieckiej, znajdując się na terenie tzw. dystryktu kietrzańskiego, który do diecezji opolskiej został włączony w 1972.
Od 2019 administratorem parafii jest ks. Marian Błaszczok.